# Чортеппа
Джамоат Чортеппа (тадж. Ҷамоати деҳоти Чортеппа; прежде —  сельсовет (джамдехот) Шайнак) — джамоат (сельская община) в районе Рудаки республиканского подчинения Республики Таджикистан.
Административный центр — село Джуйбодом, расположенное в 22 км от центра района (пгт. Сомониён).
В 2020 году территории 2 сел полностью и 2 частично (4,97 км²) вошли в состав города Душанбе.
Население — 33161 человек (2017; 32076 в 2015; 19410 в 2009).
В состав джамоата входят 9 сел:
| Населённый пункт | Прежнее название | Население, чел. (2017) |
| ---------------- | ---------------- | ---------------------- |
| Арбобхотун       |                  | 8761                   |
| Душанбе          | ст. Душанбе 2    | 954                    |
| Кампиркала       |                  | 2332                   |
| Маарифати        |                  | 2420                   |
| Очамайли         |                  | 1371                   |
| Джоми            |                  | 1873                   |
| Джуйбодом        |                  | 9628                   |
| Шайнаки-Гадо     |                  | 3875                   |
| Шайнаки-Чинор    |                  | 1947                   |

## История
Образован в 1928 году в Лакайском районе.
30 марта 1949 года Казаконский к/с был ликвидирован, а его территория передана в состав Чартепинского к/с.
28 июня 1951 года кишлаки Камангаран поён к/с Чартепе и Саркишти к/с Ак-Курган переданы в состав к/с Шайнак Сталинабадского района. 
28 июля 1954 года к/с Шайнак Сталинабадского района упразднён, а его территория передана в состав к/с Чортеппа.
26 августа 1957 года кишлак Ходжа Сиддиктурди к/с Чортеппа Ленинского района передан в состав к/с Гиссар Гиссарского района.
12 июня 1958 года был образован кишлачный совет Шайнак с центром в кишлаке Махмадшохи Боло. В него перешли кишлаки Озодии Занон, Бешкаппа, Бурьёбоф, Партсъезди XVIII, Лаби Тал, Махмадшохи Боло, Махмадшохи Поён, Навобод, Подгара, Сари Кишти Боло, Сар  Кишти Поён, Хазора, Чортути Сурх, Чортути Идора, Чортути Миёна, Янгиобод и территория бывшего Сталинабадского МТС-2, зооветтехникума, трахомотозной больницы и фирмы НИИПВОХ кишлачного совета Чортеппа.
5 января 1965 года был образован кишлачный совет Испечак с центром в кишлаке Испечак. В него вошли кишлаки Авули Боло, Авули Поён, Гиждалобод, Испечак, Казокони Таджик, Казокони Узбек, Каттасой, Маарифати, Чавкосой, Чавлибой, Чорьяккорони Боло,Чорьяккорони Поён, Чорьяккорони Дара, территория Ботанического сада и Горбан к/с Чортеппа.
В 2020 году сёла Арбобхотун, Душанбе и часть сёл Марифати и Джуйбодом переданы в состав города Душанбе. 